# Paroisse de Johnston
Pour les articles homonymes, voir Johnston.
La paroisse de Johnston est à la fois une paroisse civile et un ancien district de services locaux (DSL) canadien du comté de Queens, située au sud du Nouveau-Brunswick. Dans le cadre de la réforme de la gouvernance locale du 1er janvier 2023, le territoire du DSL a été réparti entre la communauté rurale de Butternut Valley et le district rural de Kings.

## Toponyme
Johnston est nommé ainsi en l'honneur de Hugh Johnston (1790-1850), député.

## Géographie

### Hameaux et lieux-dits
La paroisse comprend les hameaux de Annidale, Bagdad, Canaan Rapids, Chambres Corner, Codys, Highfield, Long Creek, Philippstown, Salmon Creek, Thorntown, Washademoak et Youngs Cove Road.

## Histoire
Les rives de la rivière Washademoac jusqu'à la hauteur de l'île Coles sont colonisées en 1784 par des Loyalistes. La rivière Canaan et le ruisseau Longs sont colonisés de 1800 à 1810 à la suite de l'expansion des premiers villages. Les localités de l'arrière-pays sont surtout habités par des immigrants.
Highfield est fondé sous le nom de English Settlement en 1819 par onze familles de fermiers, probablement originaires du Yorkshire ; c'est l'un des plus importants établissements précoces d'immigrants anglais. Irish Settlement est un établissement agricole irlandais fondé en 1824 ou avant, entre autres par des soldats démobilisés du régiment Waterloo ; il porte à l'origine le nom de Waterloo Settlement. Salmon Creek st fondé vers 1824 par des Néo-brunswickois et quelques immigrants écossais ; la localité est une expansion de l'établissement de la rivière Washdemoak. McFarlane Settlement est fondé vers 1825 par des immigrants irlandais. En 1845, Mrs. Beaven, originaire de Irish Settlement, fait publier à Londres Sketches and Tales Illustrative of the Life in the Back Woods of New Brunswick, un petit ouvrage considéré comme très utile pour comprendre la vie rurale à l'époque selon l'historien William Francis Ganong. Cornwall est fondé par des soldats irlandais démobilisés. L'école Coles Island est inaugurée en 1957.
La municipalité du comté de Queens est dissoute en 1966. La paroisse de Johnston devient un district de services locaux en 1967.

## Démographie
| 2001 | 2006 | 2011 | 2016 |
| ---- | ---- | ---- | ---- |
| 687  | 684  | 660  | 560  |

## Économie
Entreprise Central NB, membre du Réseau Entreprise, a la responsabilité du développement économique.

## Administration

### Comité consultatif
En tant que district de services locaux, Johnston est administré directement par le Ministère des Gouvernements locaux du Nouveau-Brunswick, secondé par un comité consultatif élu composé de cinq membres dont un président. Il n'y a actuellement aucun comité consultatif.

### Commission de services régionaux
La paroisse de Johnston fait partie de la Région 8, une commission de services régionaux (CSR) devant commencer officiellement ses activités le 1er janvier 2013. Contrairement aux municipalités, les DSL sont représentés au conseil par un nombre de représentants proportionnel à leur population et leur assiette fiscale. Ces représentants sont élus par les présidents des DSL mais sont nommés par le gouvernement s'il n'y a pas assez de présidents en fonction. Les services obligatoirement offerts par les CSR sont l'aménagement régional, l'aménagement local dans le cas des DSL, la gestion des déchets solides, la planification des mesures d'urgence ainsi que la collaboration en matière de services de police, la planification et le partage des coûts des infrastructures régionales de sport, de loisirs et de culture; d'autres services pourraient s'ajouter à cette liste.

### Représentation et tendances politiques
Nouveau-Brunswick : Johnston fait partie de la circonscription provinciale de Grand Lake-Gagetown, qui est représentée à l'Assemblée législative du Nouveau-Brunswick par Ross Wetmore, du Parti progressiste-conservateur. Il fut élu en 2010.
 Canada : Johnston fait partie de la circonscription électorale fédérale de Nouveau-Brunswick-Sud-Ouest, qui est représentée à la Chambre des communes du Canada par Gregory Francis Thompson, ministre des Anciens Combattants et membre du Parti conservateur. Il est élu lors de la 40e élection fédérale, en 1988, défait en 1993 puis réélu à chaque fois depuis 1997.

## Vivre à Johnston
L'école Coles Island accueille les élèves de la maternelle à la 5e année. C'est une école publique anglophone faisant partie du district scolaire #17.
Le DSL est inclus dans le territoire du sous-district 10 du district scolaire Francophone Sud. Les écoles francophones les plus proches sont à Fredericton et Oromocto alors que les établissements d'enseignement supérieurs les plus proches sont dans le Grand Moncton.
Coles Island possède une caserne de pompiers. Il y a un bureau de poste à Codys. Le détachement de la Gendarmerie royale du Canada le plus proche est à Sussex.
Codys bénéficie du club de golf Washademoak, un parcours de neuf trous.
L'église All Saints de Youngs Cove et l'église St. John's de Highfield sont des églises anglicanes.
Les anglophones bénéficient du quotidien Telegraph-Journal, publié à Saint-Jean. Les francophones bénéficient quant à eux du quotidien L'Acadie nouvelle, publié à Caraquet et de l'hebdomadaire L'Étoile, de Dieppe.

## Culture

### Architecture et monuments
La salle du Women's Institute est un site historique provincial.
Un pont couvert traverse le ruisseau Long à Starkey. Le pont fut construit en 1939 et mesure 41,5 mètres de long.